# Adenandra
Adenandra es un género con 58 especies de plantas de flores perteneciente a la familia Rutaceae. El género es nativo de Sudáfrica y está relacionado con el género  citrus, tiene glándulas de aceite en sus hojas que le dan un agradable aroma. 
El nombre Adenandra deriva de griego aden = una glándula; ander = un hombre. Las hojas son muy pequeñas y sésiles o subsésiles. Las flores tienen cinco pétalos y son de color rosa o blanco. Adenandra es cultivada como planta ornamental por su follaje y aroma.

## Especies seleccionadas
- Adenandra acuminata
- Adenandra acuta
- Adenandra alba
- Adenandra alternifolia
- Adenandra amoena
- Adenandra bartlingiana
- Adenandra biseriata
- Adenandra villosa

- Datos: Q2707829
- Multimedia: Adenandra / Q2707829
- Especies: Adenandra